# Инундены
Инундены (рум. Inundeni) — село в Сорокском районе Молдавии. Наряду с сёлами Васильково и Руслановка входит в состав коммуны Васильково.

## География
Село расположено на высоте 175 метров над уровнем моря.

## Население
По данным переписи населения 2004 года, в селе Инундень проживает 320 человек (157 мужчин, 163 женщины).
Этнический состав села:
| Национальность | Число жителей | Процентный состав |
| -------------- | ------------- | ----------------- |
| молдаване      | 307           | 95,94             |
| украинцы       | 4             | 1,25              |
| цыгане         | 4             | 1,25              |
| русские        | 4             | 1,25              |
| прочие         | 1             | 0,31              |
| Всего          | 320           | 100 %             |